# Schoteroog en Veerpolder
Schoteroog en Veerpolder is een buurt in de Haarlemse wijk Waarder- en Veerpolder in het stadsdeel Haarlem-Oost. De buurt omvat de oostelijke landschappelijke delen van de Waarderpolder en de Veerpolder. Het vormt een buitengebied dat aan de rivier de Liede is gelegen en is onderdeel van recreatiegebied Spaarnwoude.
In Schoteroog en Veerpolder zijn verschillende recreatiemogelijkheden te vinden. Zo ligt in het uiterste noorden het Schoteroog, een heuvelig stadspark gelegen aan de Mooie Nel. Hier is ook de Haarlemsche Jachtclub gelegen.
In het zuiden langs de spoorlijn naar Halfweg en Amsterdam ligt de Veerplas in de Veerpolder.